# Armand Vaillancourt
Pour les articles homonymes, voir Vaillancourt.
Joseph Armand Robert Vaillancourt, né à Black Lake au Québec le 3 septembre 1929, est un artiste peintre et sculpteur. Chevalier de l'Ordre national du Québec et lauréat du prix Paul-Émile-Borduas, Vaillancourt est également un militant engagé, notamment pour l'indépendance du Québec.
Il est également connu pour son mariage avec Suzanne Verdal, la femme qui a inspiré la célèbre chanson Suzanne de Leonard Cohen.

## Biographie
En 1951, Vaillancourt entre à l'École des Beaux-arts de Montréal. Il cherche sa voie, observe le travail des autres, tout en voulant se distinguer. En pétrissant la glaise, il découvre sa passion pour la sculpture. Mais les murs, les matériaux ne suffisent pas pour son épanouissement. Il sort de l'École et transporte l'art dans la rue.

## Œuvres

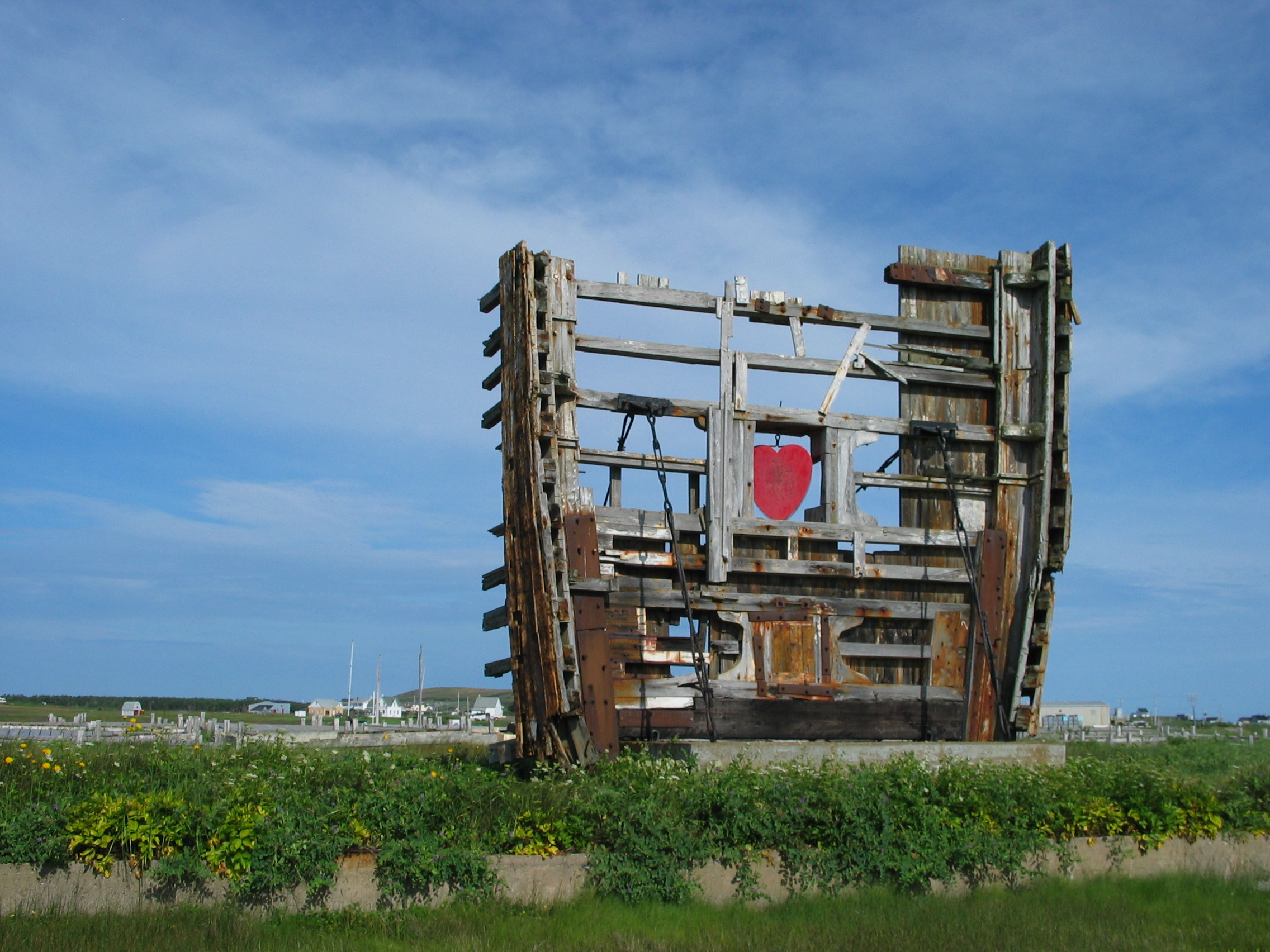
Le Cœur des Îles, 2000, Havre-Aubert, Îles de la Madeleine.

Son oeuvre est prolifique et s'étend de la sculpture monumentale à la peinture en passant par les performances, la sculpture et la scénographie. Les plus connues du grand public sont: 

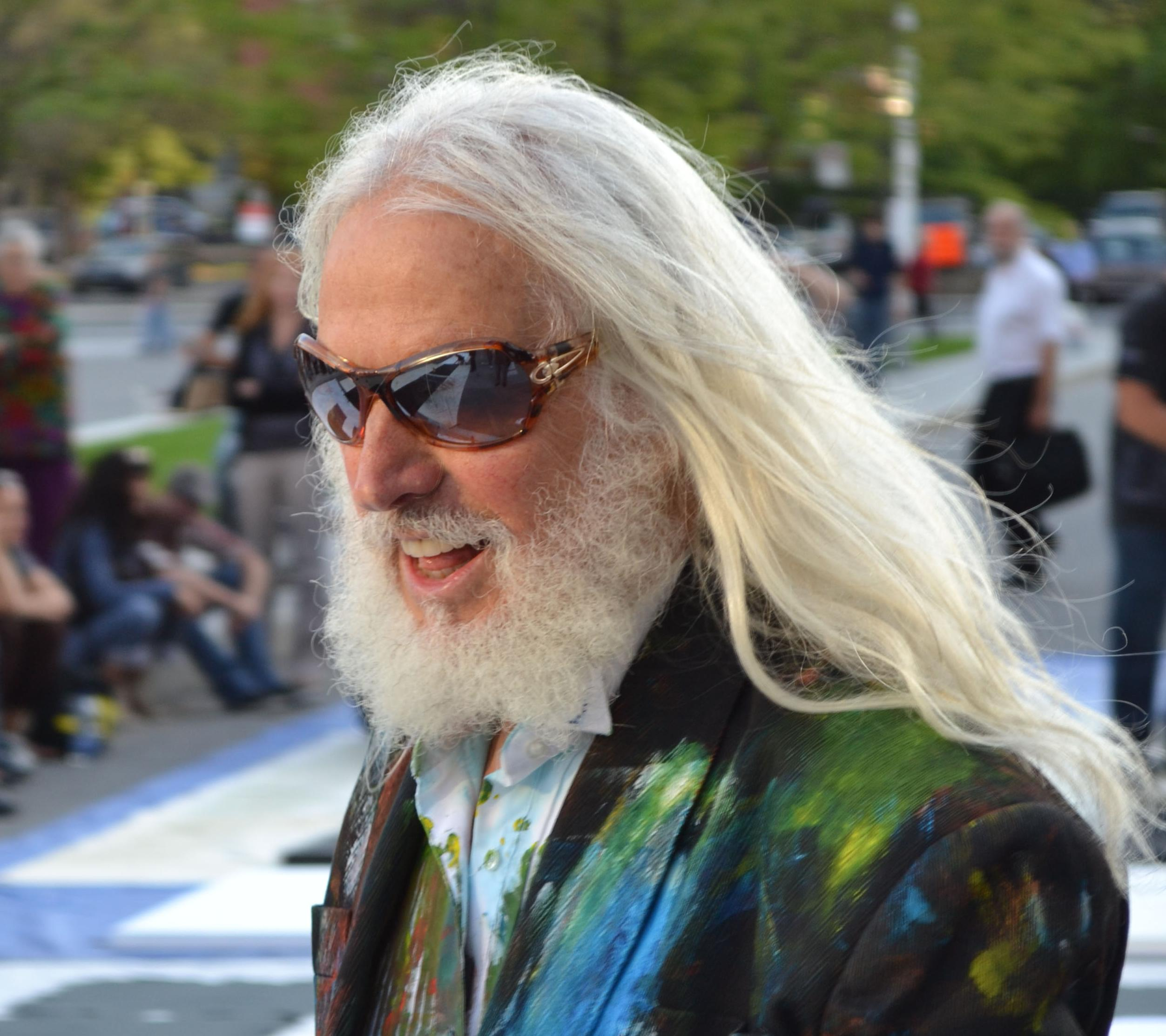
Armand Vaillancourt en pleine création

- 1953 : L'Arbre de la rue Durocher (Montréal)[5], Collection Musée national des beaux-arts du Québec[6]. Véritable performance publique, la première du genre pour Armand Vaillancourt. Durant deux ans, il sculptera, à même la rue, cet arbre, situé sur la rue Durocher, à Montréal. Très controversée, cette sculpture fit de nombreux curieux parmi les passants, ne sachant comment la qualifier. Symbolisant le rapport entre l'art et la nature, elle demeura en place plusieurs années durant, pour finalement être transportée au Musée national des beaux-arts du Québec. Cette œuvre éveilla la conscience de plusieurs artistes concernés par l'écologie et est maintenant considérée par beaucoup comme fondatrice de la sculpture moderne québécoise.
- 1967 : Je me souviens (Toronto, esquisse)
- 1967 : Écran d'acier (Ottawa, York courtyard, )Acier coulé, 366 × 183 cm; Interpretation: Permettre de voir l'environnement urbain d'une manière différente. (source Commission de la Capitale nationale du Canada)
- 1971 : Québec libre ! (San Francisco, États-Unis) L'une de ses sculptures les plus connues, Québec libre ! est une œuvre monumentale de 61 mètres de long, 43 mètres de large et 11 mètres de haut. Installée en plein cœur de la ville, elle a donné lieu à diverses polémiques. Elle est plus connue sous le nom de 'Fontaine Vaillancourt'[7],[8].
- 1980 : Intemporel (Chicoutimi)
- 1983 : Justice !
- 1985 : El clamor (Santo Domingo, République dominicaine) Qualifiée par Vaillancourt de « symbole de l'énergie vitale de tous les peuples opprimés […], de la vraie liberté, celle qui est à l'intérieur, celle qu'on ne peut pas emprisonner », cette sculpture monumentale de sept mètres de long, deux mètres de largeur et trois mètres de hauteur est faite de pierre sculptée, entourées de barbelés et surmontée de 92 mains d'acier, symbolisant la lutte des peuples contre la répression et l'emprisonnement. Une colombe d'un mètre et demi surplombe le tout. L'œuvre fut construite à Saint-Domingue, en République Dominicaine à l'occasion du 500e anniversaire de l'arrivée de Christophe Colomb.
- 1991: Passerelle Armand-Vaillancourt, Plessisville[9]
- 2000 : Le cœur des Îles, Bois d’épave de bateau et acier, 30' × 30' × 4', Havre-Aubert, Îles de la Madeleine
- 2016:  La Force Ouvrière, Sculpture monument à la mémoire de Michel Chartrand (Longueuil), en forme de rideau de fer[10].

## Honneurs
- 1958 - Premier prix, Hadassah, Montréal (aussi en 1959, 1962, 1966)
- 1959 - Prix de la jeune sculpture canadienne
- 1961-1963, premier prix, Salon du Printemps, Musée des beaux-arts de Montréal, 1961
- 1993 - Prix Paul-Émile-Borduas[3].
- 1994 - Artiste pour la Paix, Artistes pour la Paix
- 2004 - Chevalier de l'Ordre national du Québec[11].
- 2014 - Prix Chevalier-de-Lorimier au Souper-Gala des Patriotes du Québec - Armand Vaillancourt y a été nommé Patriote de l'année 2014.
- 2017 - Prix Hommage Québecor (pour l'ensemble de sa carrière)
- 2018 - Compagnon de l'Ordre des arts et des lettres du Québec
- 2019 - Film: Vaillancourt : regarde si c'est beau[12]
- 2023 - Grand officier de l'Ordre national du Québec[13]

## Collections
- Bibliothèque et Archives nationales du Québec
- Musée d'art contemporain de Montréal
- Musée des beaux-arts du Canada[14]
- Musée national des beaux-arts du Québec[15]
- Musée Laurier
- Musée d'art de Joliette
- Musée régional de Rimouski